# HMS Royal Charles (1655)
Pour les autres navires du même nom, voir HMS Royal Charles.
Le HMS Royal Charles, Naseby avant son renommage le 23 mai 1660, est un vaisseau de ligne de 80 canons lancé en 1655 et en service dans l'ancêtre de la Royal Navy jusqu'à sa capture par l'ancêtre de la marine royale néerlandaise le 12 juin 1667, laquelle démantèlera le navire en 1673.

## Histoire
Sa conception en fait un navire plus grand que le HMS Sovereign of the Seas contemporain, mais sa carrière sera plus courte.
Il participe à la Deuxième guerre anglo-néerlandaise avec une action notable lors de la bataille de Lowestoft, de la bataille des Quatre Jours et de la bataille de North Foreland. Il est alors commandé par William Penn pour le roi d'Angleterre Charles II.
Il est capturé lors du raid sur la Medway et amené à Hellevoetsluis.
Une pièce décorée du bateau est visible au Rijksmuseum Amsterdam.

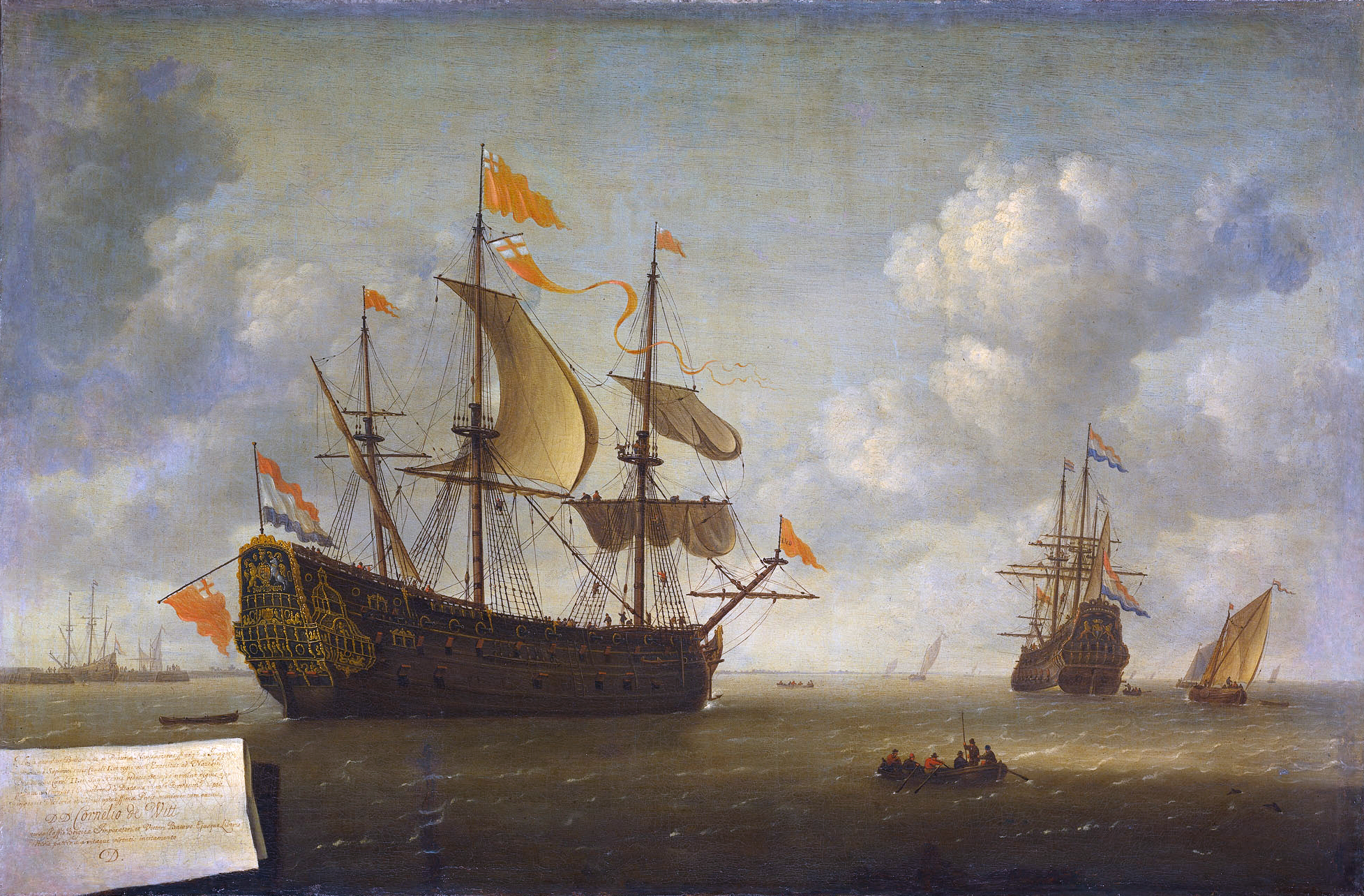
La capture du Royal Charles par Jeronymus van Diest.

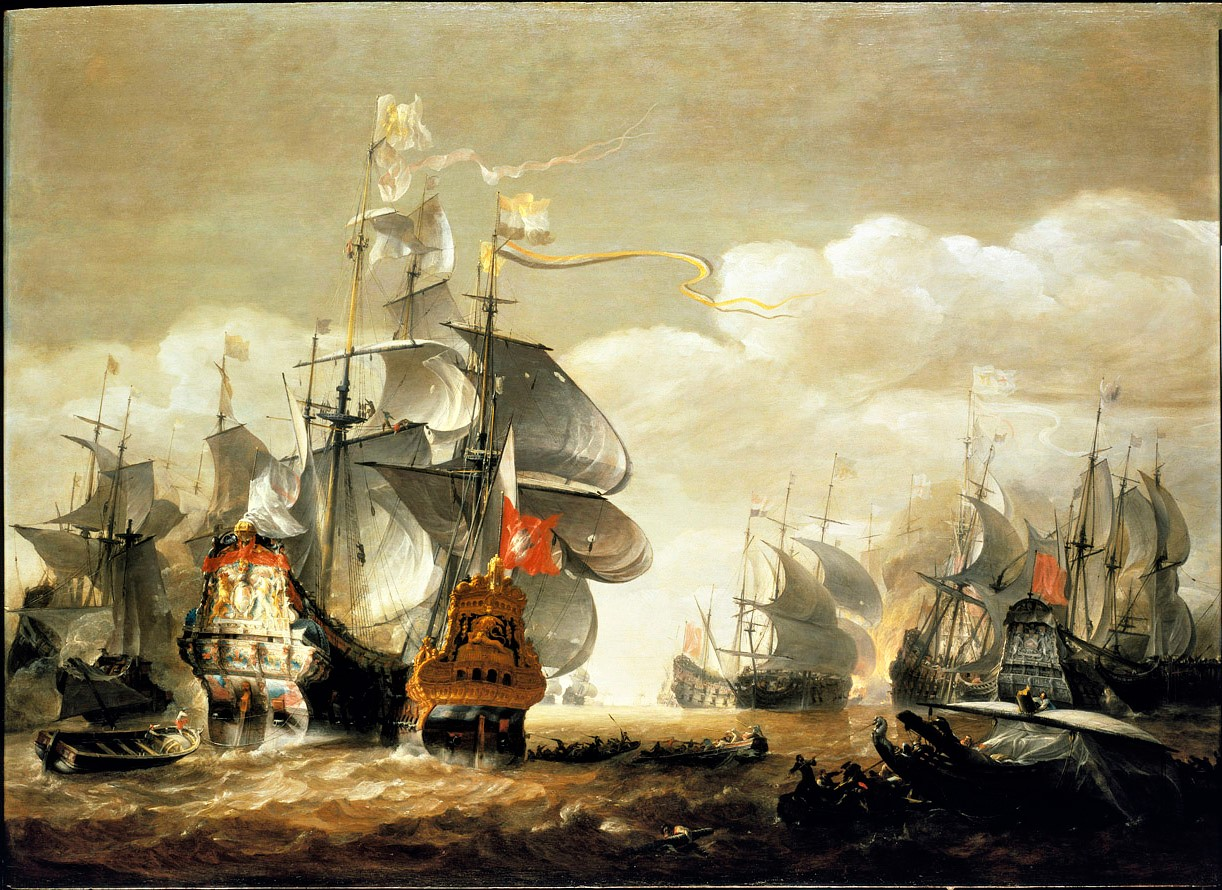
La bataille de Lowestoft par Hendrik van Minderhout montrant le Royal Charles face à l'Eendracht lors de la bataille de Lowestoft.